# Iratsume orsedice
Iratsume orsedice is een vlinder uit de familie van de Lycaenidae. De wetenschappelijke naam van de soort is voor het eerst gepubliceerd in 1882 door Arthur Gardiner Butler.

## Verspreiding
De soort komt voor in Japan en Taiwan.

## Waardplanten
De rups leeft op Hamamelis japonica.

## Ondersoorten
- Iratsume orsedice orsedice (Butler, 1881)
- Iratsume orsedice nosei Fujioka, 1996
- Iratsume orsedice suzukii (Sonan, 1940) (Taiwan)